# Путь Леніна
Путь Ле́ніна (рос. Путь Ленина, чув. Путь Ленина) — селище у складі Шумерлинського району Чувашії, Росія. Входить до складу Краснооктябрського сільського поселення.
Населення — 60 осіб (2010; 77 у 2002).
Національний склад:
- чуваші — 72 %
- росіяни — 26 %